# José Hermes Moreira
José Hermes Moreira (San José de Mayo, 30 september 1958) is een voormalig profvoetballer uit Uruguay. Als verdediger speelde hij clubvoetbal in Uruguay en de Verenigde Staten. Moreira beëindigde zijn actieve carrière in 1995 bij Houston Hotshots.

## Interlandcarrière
Moreira speelde in totaal 23 officiële interlands (nul doelpunten) voor zijn vaderland Uruguay. Hij maakte zijn debuut voor de nationale ploeg op 31 mei 1979 in de vriendschappelijke uitwedstrijd tegen Brazilië (5-1), net als Néstor Montelongo, José Luis Russo en Mario Saralegui. Moreira nam deel aan de strijd om de Copa América in 1979 en won in 1981 met La Celeste de Mundialito.

## Erelijst
Club Nacional de Football
- Uruguayaans landskampioen

1980, 1983
- Copa Libertadores

1980
 Uruguay
- Mundialito

1981